# Artrodese

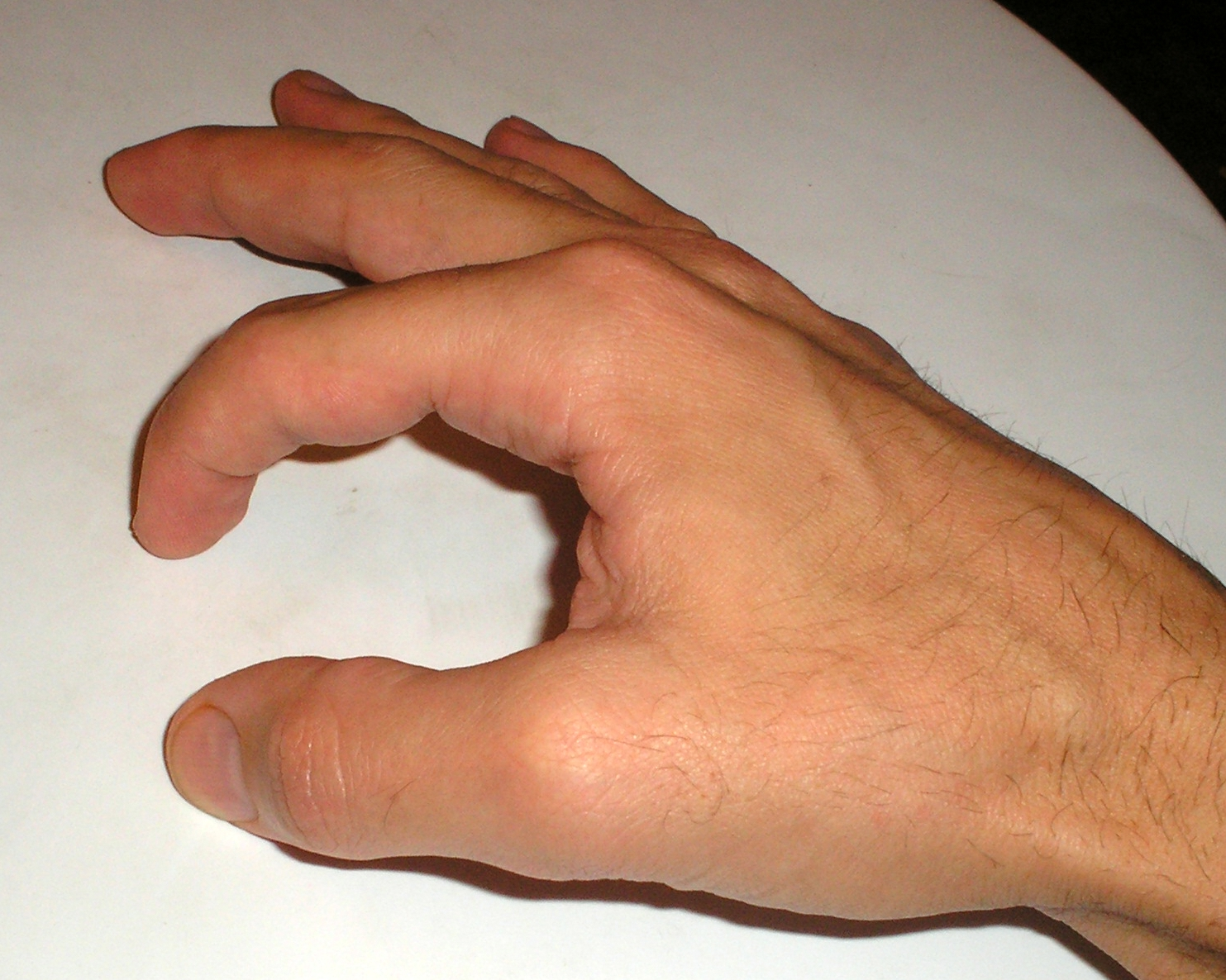
Artrodese bij de wijsvinger van de rechterhand: de gewrichten tussen de kootjes zijn beschadigd; de vinger werd in de vorm van een haak gefixeerd.

Artrodese (kunstmatige ankylose) is een operatie waarbij de normale beweeglijkheid van een gewricht wordt opgeheven, zodat het gewricht verder stijf is. Ook een gewricht dat zo is behandeld wordt wel met de term artrodese aangeduid.
De meest voorkomende reden om deze ingrijpende stap te zetten is dat het gewricht zodanig is aangetast dat iedere beweging ervan pijn doet, of dat het zo instabiel is dat de patiënt nog beter af is met een stijf gewricht. 
Door de vooruitgang van de geneeskunde, met name de ontwikkeling van kunstgewrichten is het tegenwoordig nog maar hoogst zelden zo dat artrodese als oplossing gekozen moet worden voor grote gewrichten als heup of knie, met als gevolg een sterk gestoord looppatroon. In de pols, de enkel en in de voet wordt het nog weleens gedaan.  Ook rugwervels worden weleens aan elkaar vastgezet.